# هولیت
هولیت (به لاتین: Holit) یک منطقهٔ مسکونی در اسرائیل است که در جنوب واقع شده‌است.